# Hovercar
Hovercar é um veículo de transporte que aparece em obras de ficção científica. É utilizado no transporte pessoal da mesma maneira que o automóvel moderno.
É incapaz de voar, apesar de elevar-se a alguma distância do chão através da tecnologia de repulsão. O mecanismo verdadeiro que mais se aproxima deste conceito é o hovercraft, que eleva-se sobre a superfície da água utilizando um colchão de ar retido por um tecido flexível. 
Exemplos de hovercars podem ser encontrados em filmes e séries de ficção-científica como Blade Runner e Back to the Future Part II.